# Ante Pavić
Ante Pavić (* 7. März 1989 in Ogulin) ist ein ehemaliger kroatischer Tennisspieler.

## Karriere
Ante Pavić spielte hauptsächlich auf der ATP Challenger Tour und der ITF Future Tour. Er gewann 4 Turniere im Einzel und 15 Turniere im Doppel auf der Future Tour. Auf der Challenger Tour gewann er 2017 einen Titel im Einzel sowie elf Titel im Doppel. Sein erstes Spiel auf der ATP Tour bestritt er im Juli 2013 in Newport, wo er in der ersten Runde an Jan Hernych in zwei Sätzen scheiterte. Sein Grand-Slam-Debüt feierte er 2014 bei den French Open. Kurz darauf erreichte er in Wimbledon das erste und einzige Mal die zweite Runde. Seine höchste Platzierung in der Weltrangliste erreichte er im Oktober 2014 mit Platz 132 im Einzel. Danach verlor er im Einzel aber an Boden in der Rangliste, 2019 verlor er häufig schon in der ersten Runde und trat fortan nur noch im Doppel an. Im Doppel wurde er erfolgreicher und kam 2020 an den Rand der Top 100 und nahm Platz 106 ein, sein Karrierehoch. 2021 spielte er das letzte Mal Turniere.

## Erfolge
| Legende (Anzahl der Siege)  |
| Grand Slam                  |
| ATP World Tour Finals       |
| ATP World Tour Masters 1000 |
| ATP World Tour 500          |
| ATP World Tour 250          |
| ATP Challenger Tour (12)    |

### Einzel

#### Turniersiege
| Nr. | Datum              | Turnier  | Belag         | Finalgegner    | Ergebnis        |
| --- | ------------------ | -------- | ------------- | -------------- | --------------- |
| 1.  | 24. September 2017 | Columbus | Hartplatz (i) | Alexander Ward | 6:711, 6:4, 6:3 |

### Doppel

#### Turniersiege
| Nr. | Datum              | Turnier         | Belag         | Partner         | Finalgegner                               | Ergebnis          |
| --- | ------------------ | --------------- | ------------- | --------------- | ----------------------------------------- | ----------------- |
| 1.  | 10. Oktober 2014   | Taschkent       | Hartplatz     | Lukáš Lacko     | Frank Moser Alexander Satschko            | 6:3, 3:6, [13:11] |
| 2.  | 12. November 2016  | Kōbe            | Hartplatz (i) | Daniel Masur    | Jeevan Nedunchezhiyan Christopher Rungkat | 4:6, 6:3, [10:6]  |
| 3.  | 18. November 2017  | Pune            | Hartplatz     | Tomislav Brkić  | Pedro Martínez Adrián Menéndez            | 6:1, 7:65         |
| 4.  | 5. Mai 2018        | Puerto Vallarta | Hartplatz     | Danilo Petrović | Benjamin Lock Fernando Romboli            | 6:72, 6:4, [10:5] |
| 5.  | 23. Juni 2018      | Poprad-Tatry    | Sand          | Tomislav Brkić  | Nikola Čačić Luca Margaroli               | 6:3, 4:6, [16:14] |
| 6.  | 29. Juli 2018      | Padua           | Sand          | Tomislav Brkić  | Walter Trusendi Andrea Vavassori          | 6:2, 7:64         |
| 7.  | 29. Juni 2019      | Mailand         | Sand          | Tomislav Brkić  | Andrej Wassileuski Andrea Vavassori       | 7:66, 6:2         |
| 8.  | 14. Juli 2019      | Perugia         | Sand          | Tomislav Brkić  | Rogério Dutra da Silva Szymon Walków      | 6:4, 6:3          |
| 9.  | 17. August 2019    | Cordenons       | Sand          | Tomislav Brkić  | Nikola Čačić Antonio Šančić               | 6:2, 6:3          |
| 10. | 25. August 2019    | Todi            | Sand          | Tomislav Brkić  | Luca Margaroli Andrea Vavassori           | 6:3, 6:2          |
| 11. | 21. September 2019 | Biella          | Sand          | Tomislav Brkić  | Ariel Behar Andrei Golubew                | 7:62, 6:4         |